# Naissance en 1203
Naissance
- 1199
- 1200
- 1201
- 1202
- 1203
- 1204
- 1205
- 1206
- 1207

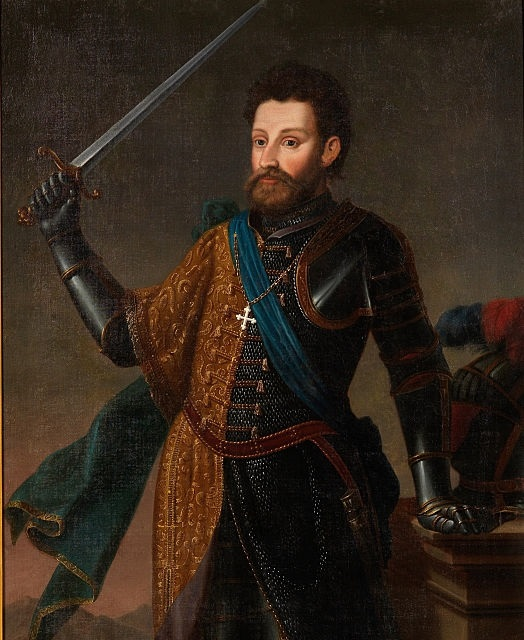
Pierre II de Savoie, né en 1203.

Cette page dresse une liste de personnalités nées au cours de l'année 1203 :
- 10 janvier : Abu Chama Chihab al-Din Abu al-Qasim abd al-Rahman, historien arabe, à Damas[1].

- Ève le Maréchal, ou Eva Marshall, noble issue de l'aristocratie cambro-normande.
- Hōjō Tokiuji, membre du clan Hōjō.
- Kujō Motoie, poète et courtisan japonais.
- Pierre II de Savoie, prince souverain du comté de Savoie.
- Sengaku, moine bouddhiste japonais de l'école tendai.

date incertaine (vers 1203)
- al-Qazwînî, historien et géographe persan.

## Crédit d'auteurs
- Cet article est partiellement ou en totalité issu de l'article intitulé « 1203 » (voir la liste des auteurs).